# Wattie Buchan

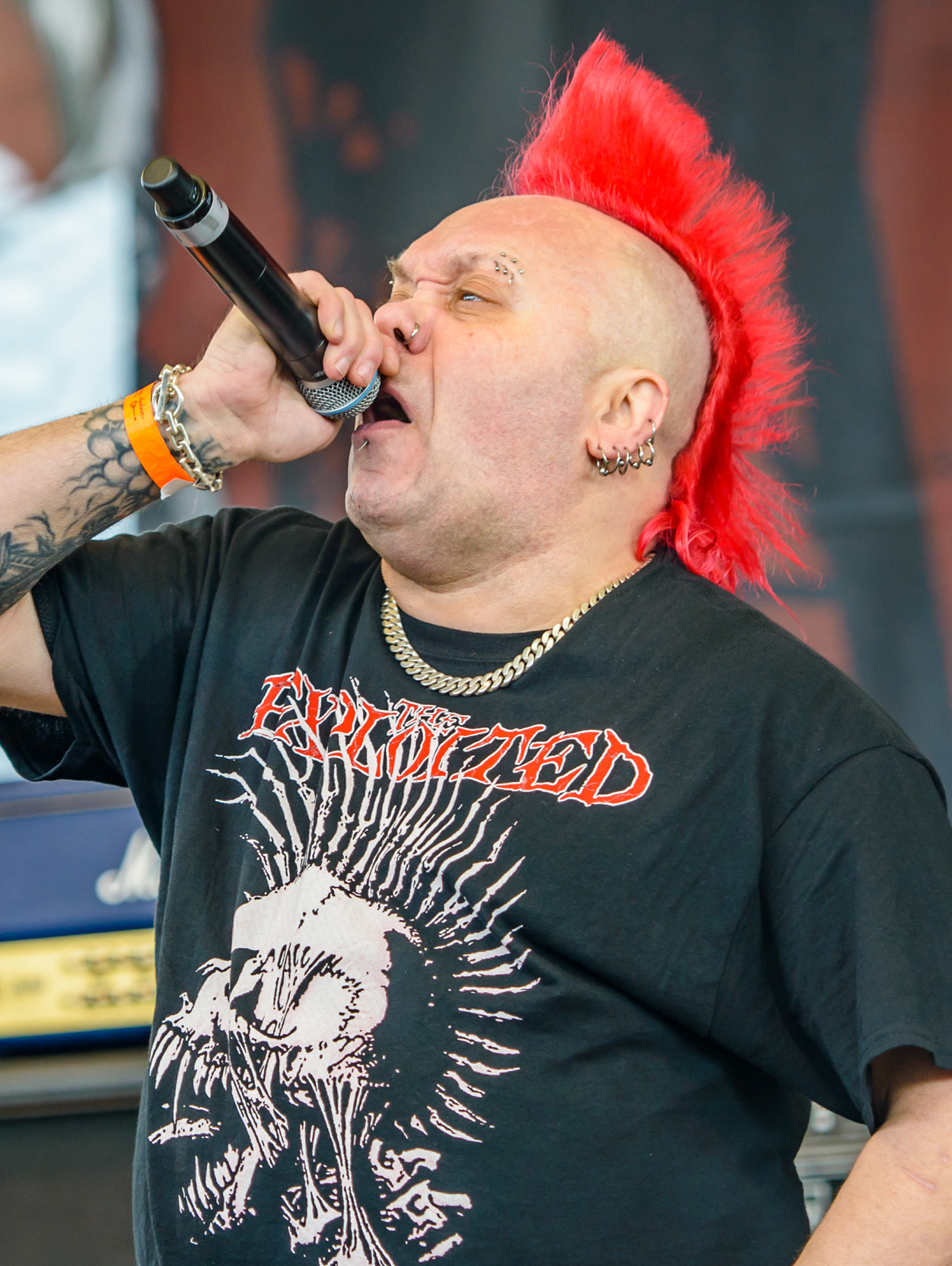
Wattie Buchan 2016.

 Walter "Wattie" Buchan, född 24 juli 1957 i Edinburgh, är en skotsk sångare i och grundare av punkbandet The Exploited.